# Idaea argillata
Idaea argillata là một loài bướm đêm trong họ Geometridae.